# Фотометрія
Фотомèтрія (дав.-гр. φῶς, родовий відмінок φωτός — світло і μετρέω — вимірюю) — загальна для всіх розділів прикладної оптики наукова дисципліна, на основі якої проводяться кількісні вимірювання енергетичних характеристик поля випромінювання.

## Загальний опис
- 1. Комплекс методів вимірювання інтенсивності випромінювання у видимій, УФ- або ІЧ-області спектру. До фотометрії відносять атомно-абсорбційний аналіз, фотометрію полум'я, турбідиметрію, нефелометрію, люмінесцентний аналіз, спектроскопію відбиття, молекулярно-абсорбційний фотометричний аналіз. Останній включає спектрофотометрію, фотоколориметрію та візуальну фотометрію (колориметрію). Спектрофотометрія і фотоколориметрія основані на визначенні оптичної густини речовин за допомогою спектрофотометрів та фотоелектроколориметрів. Молекулярно-абсорбційний фотометричний аналіз застосовують для визначення більшості хімічних елементів при їх вмісті від 10-4-10-5 % до десятків %, а також для дослідження процесів комплексоутворення, ідентифікації органічних сполук тощо.
- 2. Розділ прикладної оптики, в якому вивчаються методика і техніка вимірювання параметрів джерел світла, світлових пучків та освітлених поверхонь. Основними фотометричними величинами є світловий потік Ф, сила світла {\displaystyle I_{\text{v}}}, освітленість E, світність R та яскравість джерела B. За основну фотометричну величину в Міжнародній системі величин (ISQ) взято силу світла {\displaystyle I_{\text{v}}}. Фотометричні величини визначають фотометрами (потік), люксметрами (освітленість).

В основі фотометрії як науки лежить розроблена А. Гершуном теорія світлового поля.
На практиці положення теорії світлового поля реалізуються інженерною дисципліною — світлотехнікою.

## Історія
Перший із законів фотометрії — закон обернених квадратів — був сформульований Йоганном Кеплером у 1604 році.
{\displaystyle E={I \over r^{2}}\cos i} , (1)
де:
- E — освітленість
- {\displaystyle r\!} —відстань від джерела до об'єкта
- {\displaystyle I\!} —сила світла точкового джерела
- {\displaystyle i\!} —кут падіння променів відносно нормалі до поверхні.

Фотометрія як наука почалась в 1760-х з робіт Ламберта, який сформулював закон дифузного відбиття світла (закон Ламберта) і Бугера, який сформулював закон поглинання світла (закон Бугера — Ламберта — Бера).
Використання терміна «світло» щодо описання поля випромінювання в будь-якій області спектрального діапазону оптичного випромінювання, а не лише в видимій його області, нині загальновизнане («швидкість світла», «промінь світла»).
Фотометрія — розділ оптики, в якому досліджуються енергетичні характеристики світла при його емісії, розповсюдженні і взаємодії з тілами. Оперує фотометричними величинами.
У фізичній оптиці інтенсивність поля електромагнітного випромінювання визначається квадратом модуля вектора напруженості електромагнітного поля E,(який є основною розрахунковою величиною у фізичній оптиці), і характеризуеться щільністю поля (нім. Energiedichte) dw: dw = dE / dV = ε x | E |(2)
де dV — елемент об'єму в заданій точці простору, а dE енергія поля, укладеного в даному об'ємі в цей момент часу
ε — діелектрична стала середовища, у якій поширюється випромінювання.
В оптичному діапазоні спектру частоти електромагнітних коливань настільки високі, що безпосереднє вимірювання модуля цього вектора (на відміну від радіотехніки) неможливе. Сучасними технічними засобами забезпечується лише посереднє значення цієї величини в інтервалі часу, які характеризують інерційністю приймача випромінювання. Ефекти взаємодії випромінювання з речовиною, в тому числі і з приймачем випромінювання, визначаються саме поглиненою енергією випромінення, а не напруженістю електромагнітного поля.
Перехід на використання в теоретичній оптиці енергетичних характеристик поля привів би до нелінійності рівнянь, що залишило б засноване використання принципу суперпозиції, як базового принципу, який дозволяє пояснити багато оптичних явищ.
Окрім того, рівняння Максвелла, яке дозволяє вирахувати значення Е не враховує в явному вигляді ні геометрії поля випромінення, ні його фотометричних характеристик, і тому сучасна теорія оптичних приладів не використовує математичного апарату теорії Максвелла у всій його повноті.
Будучи орієнтованою на практику, теорія оптичних приладів продовжує базуватись на використанні геометричної оптики і закону збереження енергії.
Існує офіційно признана сукупність термінів, які описують енергетичні характеристики поля випромінювання.
У зв'язку з цим теоретик світового поля Гершун казав:
 Той, хто при спробі описати світлове поле користується терміном «інтенсивність» або навмисно відмовляється від можливості його кількісного опису, або не розуміє того, про що говорить,

## Теорія світлового поля
Вихідною енергетичною характеристикою поля випромінювання є «спектральна густина енергетичної яскравості» 

B(λ)= d(E) / [d(λ) x d(t) x dS x d(ω)], 
яка означає долю енергії випромінювання, що знаходиться в одиничному інтервалі довжин хвиль, і яка проходить за одиницю часу через перпендикулярну до поширення випромінювання територію одиничної площі в межах одиничного тілесного кута. Якщо додати до цього ще і орієнтацію плоскості поляризації, то сукупність значень спектральної щільності яскравості вичерпним чином описує поле випромінювання.
Спектральна щільність яскравості — скаляр, величина якого залежить від орієнтації в просторі нормалі до області dS. Відкладаючи в бажаному масштабі значення B(λ) за різними напрямками нормалі при різноманітній орієнтації області, отримуємо тіло спектральної густини яскравості, як вихідну характеристику поля неполяризованого випромінювання для даної точки поля випромінювання.

## Фотометричні вимірювання
Фото́метр — пристрій для вимірювання будь-яких із фотометричних величин, частіше інших — одної або багатьох світлових величин.
При використанні фотометра здійснюють конкретне просторове обмеження потоку випромінювання і реєстрацію його приймачем випромінювання із заданою спектральною чутливістю. Освітленність вімірюють люксметрами, світловий потік і світлову енергію — за допомогою інтегруючого фотометра. Пристрої для вимірювання кольору об'єкта називають кольорометрами.